# Queen Sugar
Queen Sugar ist eine US-amerikanische Fernsehserie. Die von Ava DuVernay erdachte und Oprah Winfrey koproduzierte Serie ist in den USA seit dem 6. September 2016 bei deren Sender Oprah Winfrey Network zu sehen und basiert auf dem gleichnamigen Roman von Natalie Baszile. Schon vor der Erstausstrahlung wurde die Serie um eine zweite Staffel verlängert. Inzwischen sind fünf Staffeln ausgestrahlt; eine sechste ist in Planung.

## Inhalt
Die Serie folgt dem Leben von drei Geschwistern aus dem ländlichen Louisiana: zwei Schwestern, Nova Bordelon (gespielt von Rutina Wesley), einer Journalistin und Aktivistin, die in New Orleans lebt, und Charley Bordelon (Dawn-Lyen Gardner), einer Sportmanagerin, die mit ihrem Teenager-Sohn Micah ihr gehobenes Zuhause in Los Angeles verlässt, um nach dem Tod ihres Vaters nach Louisiana zurückzukehren. Ihr Bruder Ralph Angel (Kofi Siriboe) ist ein alleinerziehender Vater, der mit Arbeitslosigkeit zu kämpfen hat und beginnt, seine Beziehung zu der ehemals drogenabhängigen Mutter seines Sohnes Blue zu erneuern. Gemeinsam treten sie die Erbschaft ihres Vaters – eine 800-Morgen-große Zuckerrohrfarm – an. Dabei müssen sich die Geschwister mit ihren Beziehungen zueinander und ihrer Familiengeschichte auseinandersetzen und den Herausforderungen der Landwirtschaft und dem Rassismus der benachbarten Landbesitzer widerstehen.